# Craig Rivet
Craig Rivet je bývalý kanadský profesionální hokejový obránce. V NHL hrál za Buffalo Sabres, kde byl kapitánem, San Jose Sharks a Montreal Canadiens. Naposledy nastupoval za Columbus Blue Jackets v sezóně 2010/11 a jejich farmu v ECHL Elmira Jackals v sezóně 2011/12.

## Hráčská kariéra

### Juniorská kariéra
Riveta jako hráče Kingston Frontenacs v OHL draftovali na draftu 1992 Montreal Canadiens. Vybrali si ho ve třetím kole jako osmašedesátého celkově. Jeho nejlepší sezonou byla sezona 1992/93, kdy posbíral 19 gólů, 55 asistencí a 74 bodů. 12 bodů přidal v play-off, kde byli Frontenacs vyřazeni v semifinále týmem Peterborough Petes.

### Montreal Canadiens
Po pár letech na farmě Canadiens v AHL, Fredericton Canadiens se konečně dostal do prvního týmu Canadiens v roce 1997/98 a hned se stal alternativním kapitánem. V sezoně 2001/02 vstřelil 8 gólů a 25 bodů a s Canadiens prodloužil smlouvu o další čtyři roky, kdy pobral 12 milionů dolarů. V sezoně 2005/06 posbíral s Canadiens nejvíce bodů, 34.

### San Jose Sharks
Protože jeho kontrakt po sezoně 2006/07 končil, 25. února 2007 byl společně s výběrem v pátém kole draftu 2008, což byl nakonec Julien Demers za Joshe Gorgese a první výběr v draftu 2007, což byl Max Pacioretty. Ještě než mu smlouva vypršela, podepsal nový kontrakt se Sharks na čtyři roky a 14 milionů dolarů, hlavními důvody byli fanoušci Sharks a soutěživost týmu. Prý si mohl vybrat ze dvou smluv, druhá mu ve stejné době měla dát 12 milionů dolarů a kaluzuli o nemožnosti výměny. Hned v první sezoně vstřelil za Sharks 5 bodů a přidal 30 asistencí, což bylo nejvíce za tým. Brian Campbell měl sice více bodů, ale se Sharks jich nasbíral pouze 19.

### Buffalo Sabres
4. července 2008 byl vyměněn společně s výběrem v sedmém kole draftu 2010, což je nyní Riley Boychuk do Buffalo Sabres za výběr v druhém kole draftu 2009, což je William Wrenn a výběr ve stejném kole draftu 2010, což je Mark Alt, ale výběr byl ještě před draftem vyměněn do Carolina Hurricanes. 8. září byl jmenován kapitánem týmu místo Jasona Pominvilla, který byl posledním kapitánem týmu, když kapitánské céčko mezi hráči rotovalo.

### Columbus Blue Jackets
26. února 2011 si jej z listiny volných hráčů (kam jej zapsal tým Buffala Sabres) stáhl tým Columbus Blue Jackets. Sezónu dohrál za Blue Jackets a pro příští ročník uzavřel smlouvu s jejich farmářským klubem v ECHL Elmira Jackals.

## Klubové statistiky
| Sezona       | Klub                  | Soutěž       | Základní část | Základní část | Základní část | Základní část | Základní část | Play off | Play off | Play off | Play off | Play off |
| Sezona       | Klub                  | Soutěž       | Z             | G             | A             | B             | TM            | Z        | G        | A        | B        | TM       |
| ------------ | --------------------- | ------------ | ------------- | ------------- | ------------- | ------------- | ------------- | -------- | -------- | -------- | -------- | -------- |
| 1991–92      | Kingston Frontenacs   | OHL          | 66            | 5             | 21            | 26            | 97            | —        | —        | —        | —        | —        |
| 1992–93      | Kingston Frontenacs   | OHL          | 64            | 19            | 55            | 74            | 117           | 16       | 5        | 7        | 12       | 39       |
| 1993–94      | Kingston Frontenacs   | OHL          | 61            | 12            | 52            | 64            | 100           | 6        | 0        | 3        | 3        | 6        |
| 1993–94      | Fredericton Canadiens | AHL          | 4             | 0             | 2             | 2             | 2             | —        | —        | —        | —        | —        |
| 1994–95      | Fredericton Canadiens | AHL          | 78            | 5             | 27            | 32            | 126           | 12       | 0        | 4        | 4        | 17       |
| 1994–95      | Montreal Canadiens    | NHL          | 5             | 0             | 1             | 1             | 5             | —        | —        | —        | —        | —        |
| 1995–96      | Fredericton Canadiens | AHL          | 49            | 5             | 18            | 23            | 189           | 6        | 0        | 0        | 0        | 12       |
| 1995–96      | Montreal Canadiens    | NHL          | 19            | 1             | 4             | 5             | 54            | —        | —        | —        | —        | —        |
| 1996–97      | Fredericton Canadiens | AHL          | 23            | 3             | 12            | 15            | 99            | —        | —        | —        | —        | —        |
| 1996–97      | Montreal Canadiens    | NHL          | 35            | 0             | 4             | 4             | 54            | 5        | 0        | 1        | 1        | 14       |
| 1997–98      | Montreal Canadiens    | NHL          | 61            | 0             | 2             | 2             | 93            | 5        | 0        | 0        | 0        | 2        |
| 1998–99      | Montreal Canadiens    | NHL          | 66            | 2             | 8             | 10            | 66            | —        | —        | —        | —        | —        |
| 1999–00      | Montreal Canadiens    | NHL          | 61            | 3             | 14            | 17            | 76            | —        | —        | —        | —        | —        |
| 2000–01      | Montreal Canadiens    | NHL          | 26            | 1             | 2             | 3             | 36            | —        | —        | —        | —        | —        |
| 2001–02      | Montreal Canadiens    | NHL          | 82            | 8             | 17            | 25            | 76            | 12       | 0        | 3        | 3        | 4        |
| 2002–03      | Montreal Canadiens    | NHL          | 82            | 7             | 15            | 22            | 71            | —        | —        | —        | —        | —        |
| 2003–04      | Montreal Canadiens    | NHL          | 80            | 4             | 8             | 12            | 98            | 11       | 1        | 4        | 5        | 2        |
| 2004–05      | TPS Turku             | SML          | 18            | 3             | 1             | 4             | 28            | 6        | 0        | 0        | 0        | 39       |
| 2005–06      | Montreal Canadiens    | NHL          | 82            | 7             | 27            | 34            | 109           | 6        | 0        | 2        | 2        | 2        |
| 2006–07      | Montreal Canadiens    | NHL          | 54            | 6             | 10            | 16            | 57            | —        | —        | —        | —        | —        |
| 2006–07      | San Jose Sharks       | NHL          | 17            | 1             | 7             | 8             | 12            | 11       | 2        | 3        | 5        | 18       |
| 2007–08      | San Jose Sharks       | NHL          | 74            | 5             | 30            | 35            | 104           | 13       | 0        | 6        | 6        | 16       |
| 2008–09      | Buffalo Sabres        | NHL          | 64            | 2             | 22            | 24            | 125           | —        | —        | —        | —        | —        |
| 2009–10      | Buffalo Sabres        | NHL          | 78            | 1             | 14            | 15            | 100           | 6        | 1        | 0        | 1        | 11       |
| 2010–11      | Buffalo Sabres        | NHL          | 23            | 1             | 2             | 3             | 12            | —        | —        | —        | —        | —        |
| 2010–11      | Columbus Blue Jackets | NHL          | 14            | 1             | 0             | 1             | 23            | —        | —        | —        | —        | —        |
| Celkem v NHL | Celkem v NHL          | Celkem v NHL | 923           | 50            | 187           | 237           | 1171          | 69       | 4        | 19       | 23       | 69       |

### Reprezentace Kanady
V devíti zápasech kanadské reprezentace na Mistrovství světa 2003 ve Finsku posbíral 1 asistenci a Kanada vyhrála zlaté medaile.

## Osobní život
S manželkou Kristou má dceru Ellu a syny Nathana a Nicolase.